# Zaprzepaszczone siły wielkiej armii świętych znaków
Zaprzepaszczone siły wielkiej armii świętych znaków – drugi album studyjny zespołu Coma, wydany 29 maja 2006 roku. Jeszcze tego samego roku (jesienią) album uzyskał certyfikat złotej płyty. Płyta dotarła do 1. miejsca listy OLiS w Polsce. Nagrania zostały zmasterowane w High-End Audio w Warszawie przez Grzegorza Piwkowskiego.

## Lista utworów
Muzyka: zespół Coma, słowa: Piotr Rogucki.
1. „Intro” – 2:03
2. „Zaprzepaszczone siły wielkiej armii świętych znaków” – 14:13
3. „Święta” – 4:58
4. „Wojna” – 5:13
5. „W ogrodzie” – 4:49
6. „System” – 3:54
7. „Listopad” – 9:46
8. „Nie ma Joozka” – 3:27
9. „Tonacja (sygnał z piekła)” – 3:51
10. „Ostrość na nieskończoność” – 5:44
11. „Daleka droga do domu” – 4:11
12. „Schizofrenia” – 7:38
13. „Daleka droga do domu (radio edit)” – 3:15

## Twórcy
Źródło.
| - Piotr Rogucki – wokal prowadzący - Dominik Witczak – gitara rytmiczna, gitara prowadząca - Marcin Kobza – gitara rytmiczna, gitara prowadząca - Rafał Matuszak – gitara basowa - Adam Marszałkowski – perkusja - Tomasz Stasiak – klawinet - Jacek Sobieszczański – komunikat specjalny - Dawid Wiśniewski – Rożek angielski | - Grzegorz Piwkowski – mastering - Przemysław Mamot – realizacja nagrań - Adam Toczko – miksowanie, realizacja nagrań - Paweł Kuczyński – produkt manager - Michał Kwiatek – producent wykonawczy - Robert Kurpisz – management |